# رالی قهرمانی جهان ۳
رالی قهرمانی جهان ۳ یا به اختصار دبلیوآرسی۳ سری مسابقات پشتیبان رده ۳ در مسابقات رالی قهرمانی جهان است. این تقویم از همان رالی‌ها و مراحلی تشکیل شده است که در تقویم اصلی مسابقات رالی قهرمانی جهان وجود است. ورود به کلاس رالی ۳ محدود به خودروهایی است که بر اساس مدل‌های تولیدی ساخته شده‌اند و طبق قوانین گروه رالی ۳ تایید شده‌اند، اگرچه قبل از سال ۲۰۲۲ از خودروهای گروه رالی ۲ برای این مسابقات استفاده می‌شد. عناوین قهرمانی به رانندگان و کمک رانندگان اعطا می‌شود. این مسابقات در سال ۲۰۱۳ آغاز شد و تا زمان لغو آن در پایان سال ۲۰۱۸ به خودروهای مبتنی بر تولید که تحت قوانین گروه‌های آر۱، آر۲ و آر۳ تایید شده بودند محدود بود. فرم فعلی مسابقات در سال ۲۰۲۰ آغاز شد.